# Proibição de fumar

Símbolo indicando interdição de fumar

Proibição de fumar é um regulamento interno ou uma legislação sobre o tabagismo pelo qual se restringe o uso de tabaco em locais determinados, devido à protecção da saúde de não-fumadores, vítimas de tabagismo passivo.
A primeira proibição de cigarro pública conhecida na história parte do Papa Urbano VII que, em seu curto reinado papal de apenas 13 dias, baniu o ato de fumar em igrejas e ameaçou os fumadores de excomunhão.

## Brasil
Em 15 de Julho de 1996 através da Lei 5253 o Brasil proíbe a venda de cigarros, cigarrilhas, charutos, cachimbos ou de qualquer outro produto fumígero, derivado ou não do tabaco, em recinto coletivo, privado ou público, salvo em área destinada exclusivamente a esse fim, devidamente isolada e com arejamento conveniente. Posteriormente a lei é modificada e outras restrições são implementadas.

## Portugal
Desde de Agosto de 2007, que é proibido fumar em recintos fechados e vedada a venda de tabaco a menores de 18 anos. Segundo um estudo da Direcção-Geral da Saúde de 2011, as consultas de apoio aos que tentam deixar de fumar tiveram um aumento na ordem dos 62% entre 2007 e 2009. No mesmo período de tempo, os portugueses têm vindo a deixar de fumar junto de filhos, crianças ou mulheres grávidas e ainda em determinados locais, mais por consciencialização dos impactos negativos do fumo de tabaco do que por obrigação. No que toca à diminuição de fumadores passivos no local de trabalho, Portugal foi o país da União Europeia, dos 27, em que este aspecto mais diminuiu (20%) entre 2005 e 2010, ocupando agora a 6ª posição.